# Stretto di Messina
Stretto di Messina S.p.A. est la société concessionnaire, créée en 1981 à la suite de la loi italienne n° 1158/71 Liaison ferroviaire et routière fixe entre la Sicile et le continent, chargée des études de faisabilité, de l'avant-projet, de la réalisation et de la gestion du pont sur le détroit de Messine, le plus long pont suspendu du monde. 

## Histoire
La société a été créée le 11 juin 1981 à la suite de la loi italienne 1158/71. Son siège social est implanté à Rome. Le capital était réparti à l'origine entre les fondateurs : la holding d'État IRI avec sa filiale Italstat (devenue Iritecna SpA en 1991) 51 %, Ferrovie dello Stato, ANAS, la Région Sicile et la Région Calabre 12,25 % chacun.
Après la dissolution de l'IRI et les privatisations de ses sociétés, en 2002, Fintecna SpA devient l'actionnaire majoritaire avec 55,5 %, RFI-Rete Ferroviaria Italiana, la Région Calabre et la Région Sicile restant avec 12,25 % chacun et l'ANAS SpA descend à 7,70 %. 

## Répartition actuelle du capital
Depuis le 1er octobre 2007, à la suite de la scission de la branche « Infrastructures » de Fintecna SpA, l'ANAS SpA a racheté les parts de Fintecna et dispose maintenant de 81,848 % du capital de la société. La répartition est la suivante :
- ANAS S.p.A. : 81,848 % ;
- RFI S.p.A. : 13 % ;
- Région Sicile : 2,58 % ;
- Région Calabre : 2,576 %.

## La construction du pont

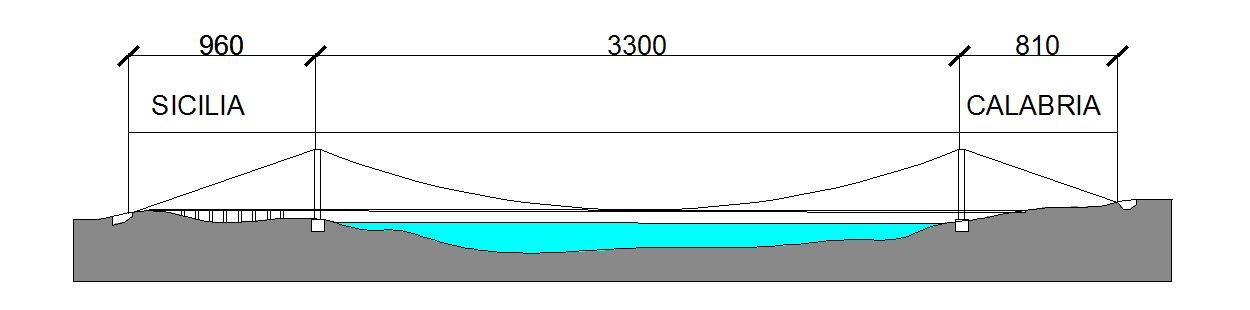
Coupe longitudinale du projet

Au mois d'octobre 2005, l'appel d'offres international pour la construction de l'ouvrage est gagné par le groupement dont la société italienne Impregilo est mandataire avec 45 %, pour un montant de 3,88 milliards d'euros. La signature officielle du marché intervient le 27 mars 2006. Contractuellement, les travaux ne doivent pas durer plus de 72 mois. 
Dans le même temps, ANAS SpA et RFI signent un accord avec le Ministre des Transports Lunari et des Finances Tremonti et les représentants des régions Sicile et Calabre. L’ANAS s'engage à concéder un emplacement proche de l'autoroute A2 Salerno-Reggio Calabre dans la banlieue de Villa San Giovanni pour les installations du grand chantier. RFI s'engage de son côté à réaliser au plus tôt une variante à la voie ferrée et un embranchement au droit de Cannitello.
Le nouveau gouvernement issu des urnes et présidé par Romano Prodi, est opposé à la réalisation du pont. Il autorise toutefois l'ANAS à absorber, avant le 31 mars 2008, la société Stretto di Messina S.p.A.. La société devra se contenter de terminer les études et recycler les ouvrages déjà réalisés pour une utilisation logistique.
Le gouvernement suivant, présidé par Silvio Berlusconi élu en avril 2008, relance le projet du plus long pont suspendu du monde par décret du 6 mars 2009. Le contrat avec le groupement Impregilo, qui avait été indemnisé pour l'arrêt du projet, a confirmé son offre et les travaux préliminaires ont effectivement débutés en décembre 2009. L'ouvrage devrait être ouvert à la circulation des trains et des voitures en 2016.